# Immobilienleibrente
Die Immobilienleibrente ist eine Leibrente, die es Immobilienbesitzern ermöglicht, den Wert ihrer Immobilie in eine lebenslange Zusatzrente umzuwandeln. Es handelt sich um ein Modell der Immobilienverrentung. Bei Vertragsabschluss geht die Immobilie in das Eigentum des Erwerbers über. Dieser zahlt dem Verkäufer im Gegenzug eine lebenslange Rente. Meist wird auch ein lebenslanges grundbuchgesichertes und notariell beurkundetes Wohnrecht vereinbart. Das Modell ist interessant für ältere Menschen mit geringem Einkommen und/oder ohne Erben, die den Wert ihrer Immobilie zu Lebzeiten aufbrauchen, aber trotzdem darin wohnen bleiben wollen.
Die Immobilienleibrente ist nicht mit der Umkehrhypothek zu verwechseln, denn sie ist im Gegensatz zur Umkehrhypothek mit einem Verkauf des Eigentums verbunden. Der Vorteil dieses Modells besteht darin, dass der Leibrentenempfänger keine Kosten mehr für größere Instandhaltungen zahlt. Auch erlaubt das Modell im Vergleich mit der Umkehrhypothek tendenziell höhere Rentenzahlungen.
Auch die  Deutsche Seniorenliga e.V. und die Verbraucherzentralen bieten zum Thema weiterführende Informationen an.